# Brug 650

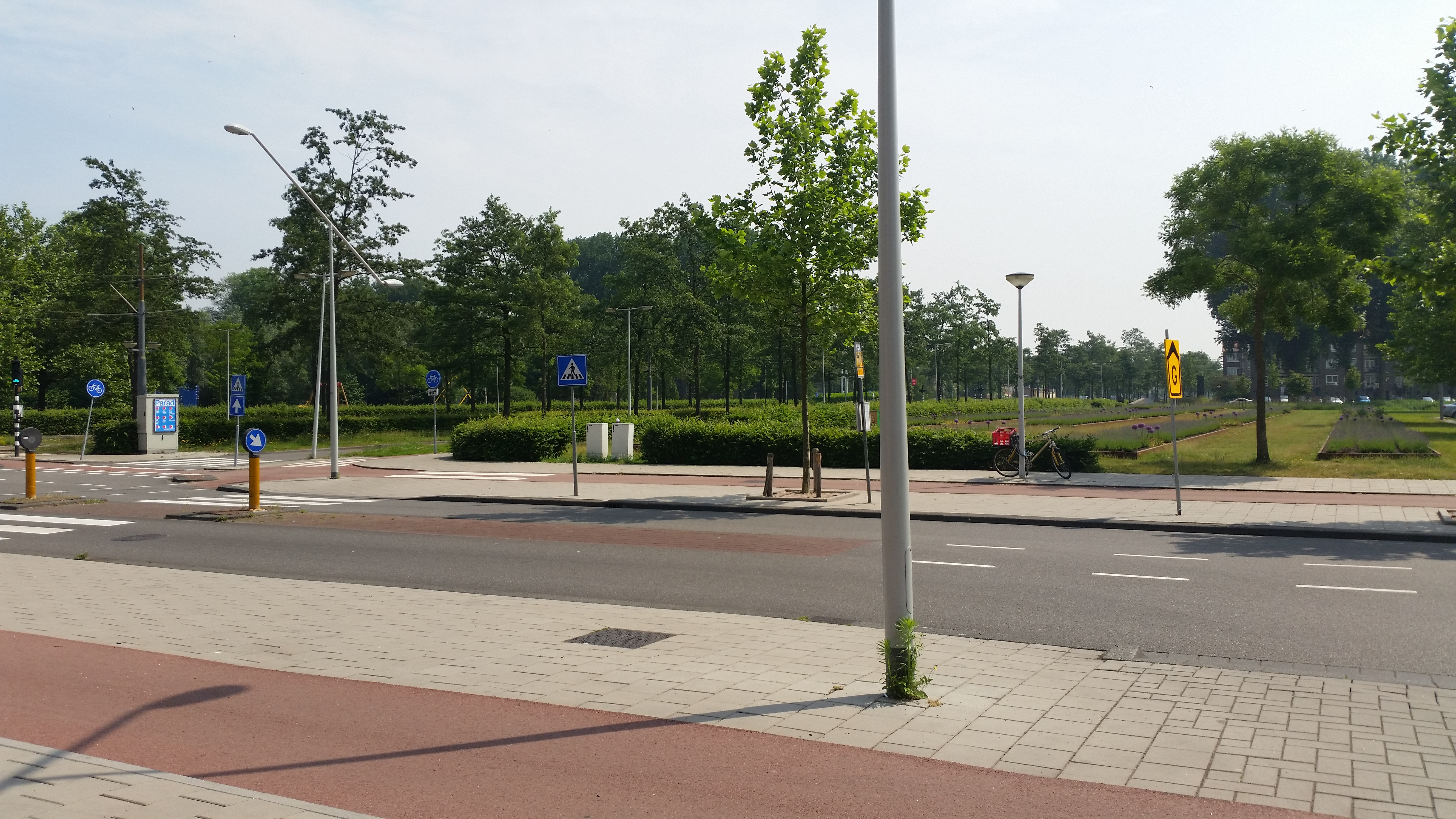
Links ter hoogte van de trambaan de plaats waar tot 2000 het viaduct over de Dr. H. Colijnstraat lag. Rechtsboven de plaats van het voormalige talud van de zuidelijke afslag.

Brug 650 was een kunstwerk in de Amsterdamse wijk Geuzenveld in Nieuw-West. Hoewel genummerd als brug was zij een viaduct.
Het viaduct werd eind jaren vijftig gebouwd als onderdeel van de nog verder door te trekken hooggelegen Burgemeester Röellstraat en voerde over de Dr. H. Colijnstraat. Het ontwerp was van Dick Slebos van de afdeling bruggen van de Dienst Publieke Werken in moderne stijl van de jaren vijftig.
Het was een voor de omgeving groot wit viaduct gedragen door vier grote V-vormige witte pilaren. De balustrade was wit/grijs en de bakstenen van de landhoofden waarop het viaduct rustte waren zwart/grijs. Onder het viaduct was ruimte voor vitrines, die echter nooit in gebruik zijn genomen. Door de breedte was bij somber weer ook overdag kunstlicht onder de brug noodzakelijk omdat onvoldoende daglicht doordrong.
Daar de aanleg van de weg vooralsnog niet tot stand kwam lag het viaduct er jarenlang ongebruikt bij en werd vooral gebruikt door kinderen als speelplaats evenals het niet gebruikte dijklichaam. Een smalle ventweg van de Burgemeester Röellstraat met klinkerbestrating had een eigen oprit en trap aan de westzijde van het viaduct en was aangelegd voor de bewoners van de naastgelegen flat, waar ook kon worden geparkeerd. De Burgemeester Röellstraat eindigde voor het verkeer voor het viaduct met aan beide zijden een brede S-vormige afslag gescheiden door een brede groenstrook.
In het stadsspoorplan uit 1968 was over de brug een metrolijn gepland. In afwachting daarvan zou daar tramlijn 13 komen te rijden. De verlenging naar het Lambertus Zijlplein vond plaats op 12 oktober 1974, veel later dan de bedoeling was. Het viaduct werd hiermee dan eindelijk in gebruik genomen. Een metro is hier nimmer verschenen. De tramhaltes lagen niet op het viaduct maar aan weerszijden voor het viaduct en waren met trappen verbonden met het maaiveld. Dit in tegenstelling tot bijvoorbeeld Brug 705 in Slotervaart en de Brug Oranjebaan in Amstelveen waardoor hier niet tegen hoge kosten grote gaten hoefden te worden geboord voor het bereiken van de tramhaltes.
Na de aanleg van de trambaan werd de Burgemeester Röellstraat doorgetrokken tot het Lambertus Zijlplein waar echter de weg eindigde, over de trambaan heen ging, en weer terug liep. Op het viaduct verschenen nu gescheiden rijbanen met de trambaan in het midden. De rijbanen werden uitsluitend gebruikt voor het bestemmingsverkeer en als parkeerplaats naast de ventweg. Alleen als er vervangende bussen voor tramlijn 13 moesten rijden werd de weg en het viaduct daadwerkelijk gebruikt. Voor het doorgaande autoverkeer bleef de Burgemeester Röellstraat eindigen met de twee afslagen bij de Colijnstraat.
In 1984 werd de Burgemeester Röellstraat dan toch eindelijk aangesloten op het Lambertus Zijlplein, met in het midden de lus van de tram, en de toen geopende Abraham Kuyperlaan waarmee na meer dan 25 jaar eindelijk het viaduct in gebruik kwam voor het doorgaande autoverkeer. De afslagen kwamen nu ook voor de andere richting in gebruik.
Nauwelijks 12 jaar later werd de hooggelegen weg alweer buiten gebruik gesteld en werd het viaduct weer alleen gebruikt door tramlijn 13 en het bestemmingsverkeer. Het dijklichaam werd in 2001 afgegraven en het viaduct werd gesloopt na nog geen tien jaar gebruikt te zijn waarvoor het gebouwd werd.
De trambaan werd verlegd naar links en kwam op maaiveldniveau. De weg met gescheiden rijbanen verdween en werd weer vervangen door een ventweg voor het bestemmingsverkeer die echter niet op maaiveldniveau ligt maar op een dijklichaam omdat de ingangen van de naast gelegen flat zich op de 1e etage bevinden. Op het afgegraven dijklichaam verscheen een fietspad en woningbouw en de kruising met de Colijnstraat werd gelijkvloers.
<<< · 600 · 601 · 602 · 603 · 604 · 605 · 606 · 607 · 608 · 609 · 610 · 611 · 612 · 613 · 614 · 615 · 616 · 617 · 618 · 619 · 620 · 621 · 622 · 623 · 624 · 626 · 627 · 628 · 629 · 630 · 631 · 632 · 633 · 634 · 635 · 636 · 637 · 638 · 639 · 643 · 651 · 652 · 653 · 655 · 656 · 657 · 658 · 659 · 660 · 661 · 662 · 663 · 664 · 665 · 666 · 667 · 668 · 669 · 670 · 671 · 673 · 674 · 675 · 676 · 677 · 678 · 679 · 681 · 682 · 683 · 684 · 685 · 687 · 688 · 689 · 690 · 691 · 692 · 695 · 696 · 699 · >>>
Verdwenen brugnummers: 625 (afgebroken brug Sam van Houtenstraat), 640, 644, 645, 646, 647, 648, 650, 672 (duiker Cornelis Lelylaan, Rembrandtpark), 694, 698.
Nooit gebouwd: 649, 680 (nooit gebouwde brug Sloterplas).
Brugnummers 641, 642, 654, 686, 693, 694 en 697 zijn onbekend.